# Aloe aethiopica
Aloe aethiopica é uma espécie de liliopsida do gênero Aloe, pertencente à família Asphodelaceae.